# 卡尼亞翼龍屬
卡尼亞翼龍（意為「卡尼亞的手指」）是翼龍目真雙型齒翼龍科的一屬，生存於三疊紀晚期的歐洲，化石發現於義大利東北部埃內蒙佐的弗爾契溪（Forchiar Brook）流域附近。

## 敘述
在外形上，卡尼亞翼龍類似近親真雙型齒翼龍，但體型較小。如同真雙型齒翼龍，卡尼亞翼龍的牙齒有多個齒冠。卡尼亞翼龍、真雙型齒翼龍體型差距，可能代表牠們佔據不同生態位，以不同食物來源為食。根據兩者的牙齒磨損狀態，可以支持不同生態位的理論。卡尼亞翼龍的牙齒很少磨損或沒有磨損跡象，可能是以小型、身體較軟的動物為食，例如昆蟲，幼蟲，比較少磨損到牙齒；而真雙型齒翼龍的牙齒磨損跡象較明顯，代表牠們可能以較大魚類為食，比較需要多次吞食、嘶咬。

## 分類
在1995年，義大利古生物學家Fabio Marco Dalla Vecchia命名了真雙型齒翼龍的第二個種，Eudimorphodon rosenfeldi，種名是以化石發現者Corrado Rosenfeld為名。正模標本（編號MFSN 1797）是一個部分頭顱骨與下頜、部分身體骨骼，缺少尾巴，發現於烏迪內省的卡尼亞（Carnia）地區。
數年後的親緣分支分類法研究，發現R. rosenfeldi並不是真雙型齒翼龍模式種（E. ranzii）的姊妹分類單元，這使得真雙型齒翼龍成為並系群或複系群，有重新分類的必要。
在2009年，Dalla Vecchia將這些烏迪內省化石建立為新屬，卡尼亞翼龍（Carniadactylus rosenfeldi）。屬名意為「卡尼亞的手指」，是以化石發現處的卡尼亞地區為名。
副模標本（編號MPUM 6009）是一個幾乎完整的身體骨骼，但化石呈現接近扁平狀態。這個標本大約是正模標本的2/3大小，翼展約70公分。Dalla Vecchia認為這代表物種內的個體變化。
根據亞歷山大·克爾納（Alexander Kellner）的早期研究，卡尼亞翼龍是蓓天翼龍的近親，屬於雙型齒翼龍科。大衛·安文（David Unwin）提出不同看法，將卡尼亞翼龍歸類於曲頜形翼龍科。Dalla Vecchia沿用這個分類法，並提出卡尼亞翼龍是空枝翼龍（Caviramus）的姊妹分類單元。